# El Rubio
El Rubio es un municipio español de la provincia de Sevilla, Andalucía. En el año 2008 contaba con 3569 habitantes. Su extensión superficial es de 21 km² y tiene una densidad de 171,59 hab/km². Sus coordenadas geográficas son 37° 21′ N, 4° 59′ O. Se encuentra situada a una altitud de 209 metros y a 102 kilómetros de la capital de provincia, Sevilla.

## Geografía

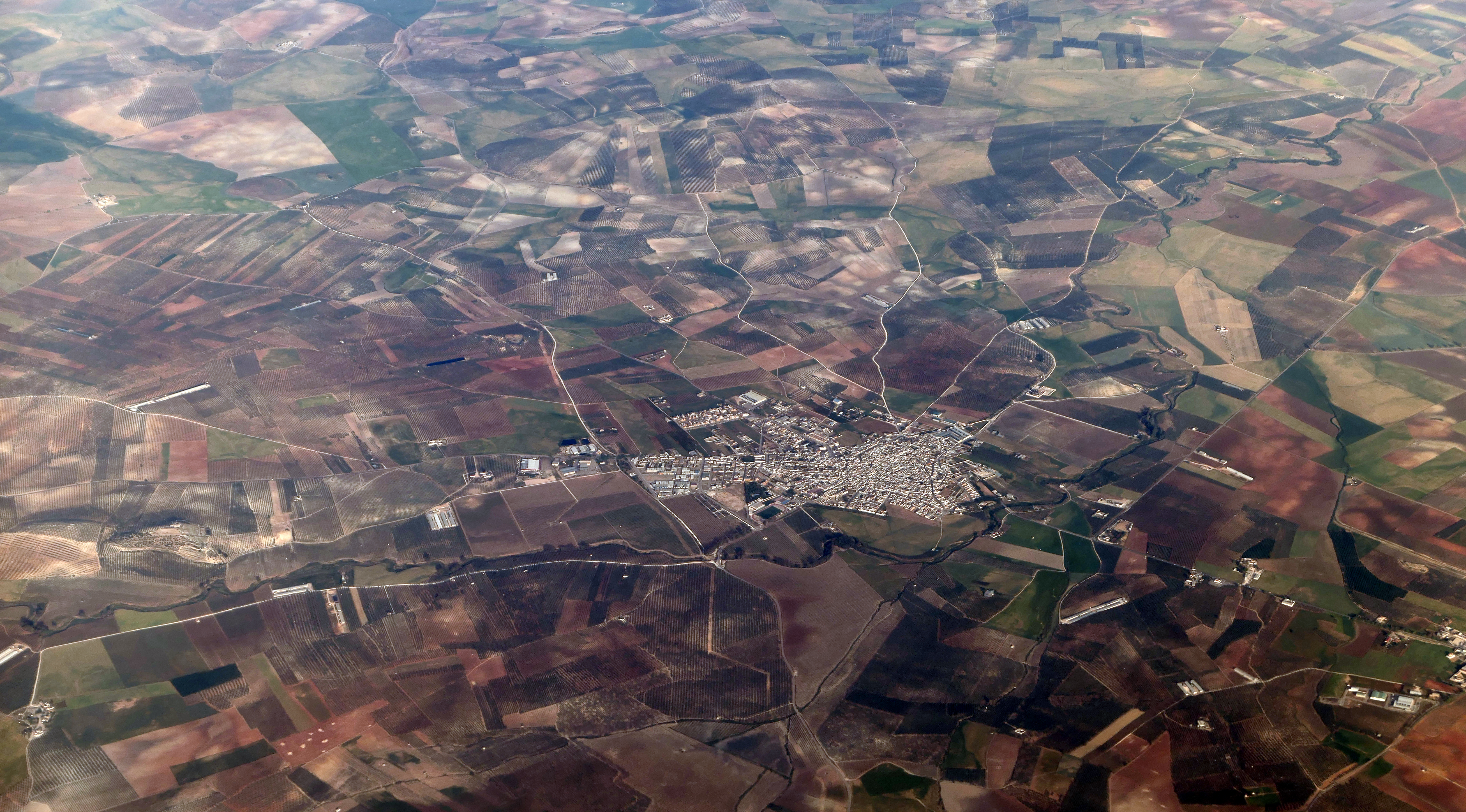
Vista aérea

El Rubio se encuentra enclavado en un cerro en el valle fluvial del Río Blanco, un cauce que recorre la Sierra Sur de Sevilla y que desemboca en el Río Genil. La altitud máxima del término se da en el límite sur (hasta 260 metros) mientras que el pueblo se encuentra a unos 200 metros. El cauce del río recorre el término desde la cota 200 a la 180. El relieve no es muy abrupto y en general las pendientes no son altas.
Su término municipal limita al norte con el de Écija, al oeste con Osuna y al este con Marinaleda y Estepa.

## Historia
Los orígenes de El Rubio no son muy conocidos y se sospecha que su nombre pudiera provenir de un antiguo asentamiento romano, aunque parece más claro que provenga de un antiguo apellido que dio nombre a un cortijo, el cortijo de El Rubio que apareció en repoblaciones conquistadas a los árabes.
El territorio que hoy ocupa El Rubio fue dado a una Orden de Caballería, La Orden de Santiago que hoy aparece en el escudo, a la que también se le otorgaron privilegios sobre territorios de Estepa. 
La historia del Rubio se marcará desde entonces por un crecimiento lento que conllevaría una serie de disputas con Osuna por su independencia. Alcanzada ésta a principios del siglo XX, el Rubio vio como su población fue reduciéndose por las sucesivas migraciones y la falta de trabajo en el pueblo, casi exclusivamente agrario. 
En la actualidad vive una débil revitalización gracias a la aparición de nuevas industrias y nuevas comunicaciones con la comarca. Es el lugar de un importante hallazgo arqueológico, realizado en 1925: los llamados "Fragmentos de El Rubio", pertenecientes a la tabla VIII de la lex Coloniae Genetivae Iuliae sive Ursonensis, también conocida como Ley de Osuna.
El Rubio es localidad de paso del Camino de la Frontera hacia Santiago de Compostela.

## Demografía
Cuenta con una población de 3290 habitantes (INE 2024).
| Gráfica de evolución demográfica de El Rubio entre 1842 y 2021                                                        |
| |
| Población de derecho según los censos de población del INE. Población de hecho según los censos de población del INE. |

## Transportes y comunicaciones
El Rubio cuenta con conexiones por carretera:
- SE-726 con Osuna
- SE-9205 que enlaza El Rubio con Aguadulce (Sevilla) y la Autovía A-92
- SE-9206 como ramal de la SE-9211, enlazando con la localidad de Estepa (Sevilla)
- SE-720 como ramal de la A-388 que enlaza tanto con Marinaleda como con Écija

Cuenta, además, con un enlace diario de Autobús, actualmente llevado por la empresa Monbus, que conecta El Rubio con diversas localidades como Marinaleda, Herrera, Badolatosa, Estepa, Écija, Arahal, Paradas, etc., hasta la Estación de Prado de San Sebastián, en la capital hispalense. Esta ruta se realiza una vez por día de lunes a viernes, variando su horario según la época del año.
Por ferrocarril no cuenta estación ferroviaria en el municipio, aunque a pocos kilómetros cuenta con la Estación de Osuna con servicios de Media Distancia hacia Málaga y Sevilla, y con la Estación de Puente Genil-Herrera, con servicios de AVE y AVANT a diversas localidades de la geografía andaluza (como Granada, Antequera, Córdoba...) y española (como Madrid, Zaragoza, Barcelona...).
También forma parte de la red de municipios del Camino de Santiago conocido como Camino de la Frontera.

## Política y Gobierno municipal
Los resultados de las últimas elecciones municipales de 2023 fueron los siguientes:
| Partido político                         | Partido político | Partido político |
| ---------------------------------------- | ---------------- | ---------------- |
| Partido Político                         | Votos            | Concejales       |
| Partido Socialista Obrero Español (PSOE) | 978              | 6 (Alcaldía)     |
| Partido Popular (PP)                     | 779              | 5                |
| Independientes X El Rubio (IxER)         | 64               | 0                |

En el año 2019 los resultados de las Elecciones, y composición del Ayuntamiento fueron los siguientes:
| Partido político                         | Partido político | Partido político |
| ---------------------------------------- | ---------------- | ---------------- |
| Partido Político                         | Votos            | Concejales       |
| Partido Socialista Obrero Español (PSOE) | 1506             | 9 (Alcaldía)     |
| Partido Popular (PP)                     | 435              | 2                |
| Adelante Andalucía (AA)                  | 144              | 0                |

#### Evolución de la deuda viva municipal
| Gráfica de evolución de Deuda viva del Ayuntamiento de Rubio (El) entre 2008 y 2019                                |
| |
| Deuda viva del Ayuntamiento de Rubio (El) en miles de Euros según datos del Ministerio de Hacienda y Ad. Públicas. |

## Sanidad, educación y seguridad ciudadana
El Rubio, en materia de educación cuenta con una guardería, el Colegio de Educación Infantil y Primaria Carmen Borrego, y el Instituto de Educación Secundaria Maestro Don José Jurado Espadas.
En materia de sanidad, corresponde al Área de Salud de Osuna, perteneciendo su Centro de Salud (situado en el centro del pueblo) al Hospital la Merced de Osuna, donde se encuentran las especialidades que en El Rubio no se tratan. Cuenta, además, con algún centro de especialidad privada como clínica dental y psicología entre otros.
En materia de Seguridad Ciudadana, cuenta con Policía Local correspondiendo su gestión al Ayuntamiento, un Juzgado de Paz que corresponde al Partido Judicial de Osuna, y el puesto de Guardia Civil más próximo es de Estepa.

## Fiestas y tradiciones
Aparte de las fiestas tradicionales en la comarca, en El Rubio se celebran:
- Semana Santa. Se celebra en plena festividad de Semana Santa, destacando los pasos de Jesús Nazareno el Jueves Santo.
- Feria. Se suele celebrar la primera quincena de septiembre, dándose conciertos de diversos cantantes y grupos de relevancia autonómica y nacional, casetas de feria, y atracciones para adultos y pequeños.
- Candelaria. Las familias celebran esta tradición desde hace décadas, que trata de hacer hogueras en plena calle con leña, carbón, etc., en la que se queman malos deseos y se piden buenos deseos para y por el pueblo y sus vecinos/as.
- Romería de la Virgen del Rosario. Se celebra el primer domingo de mayo después del día 1. Se celebra llevando el trono de la Virgen del Rosario a lomos de dos bueyes, hacia la Ermita que lleva su mismo nombre, a pocos kilómetros del centro urbano campo a través. Es una Romería que acoge a visitantes de la toda la comarca y de la provincia.
- Gallape Rock. Anulado durante años, pero retomado en septiembre de 2023, se trata de un festival de Música rock alternativa que lleva más de 7 años celebrándose entre agosto y septiembre por el que han pasado grupos como Boikot, Gatillazo, Lendakaris Muertos, Porretas, Rosendo; entre otros. Se trata del festival de Rock más importante de la provincia de Sevilla, y destacable en el panorama nacional. A la localidad acuden personas de toda España para presenciarlo y disfrutar de su música alternativa.